# تودیای، استرالیای غربی
تودیای (به انگلیسی: Toodyay) یک شهرک در استرالیا است که در استرالیای غربی واقع شده‌است.

## نگارخانه

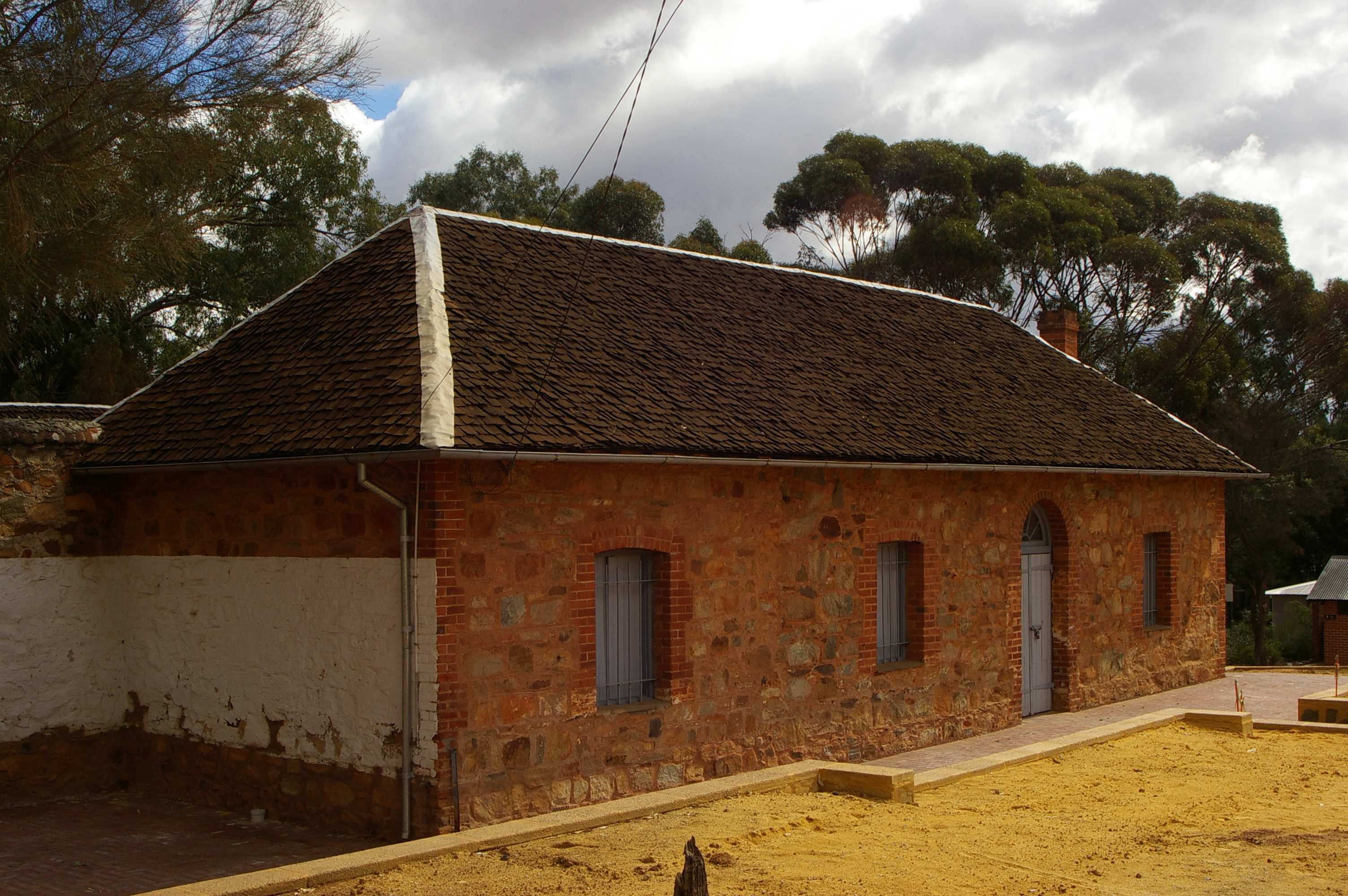
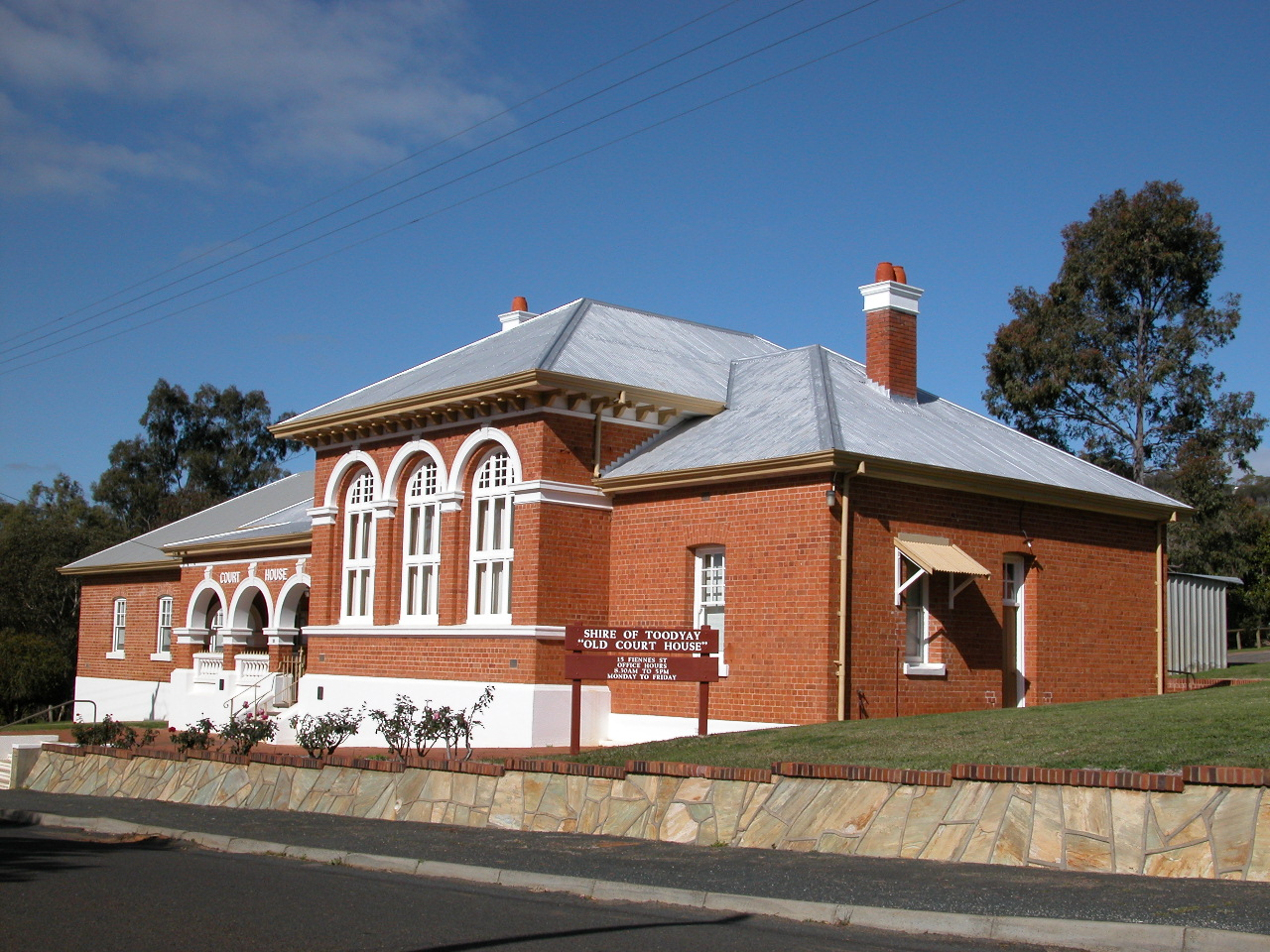
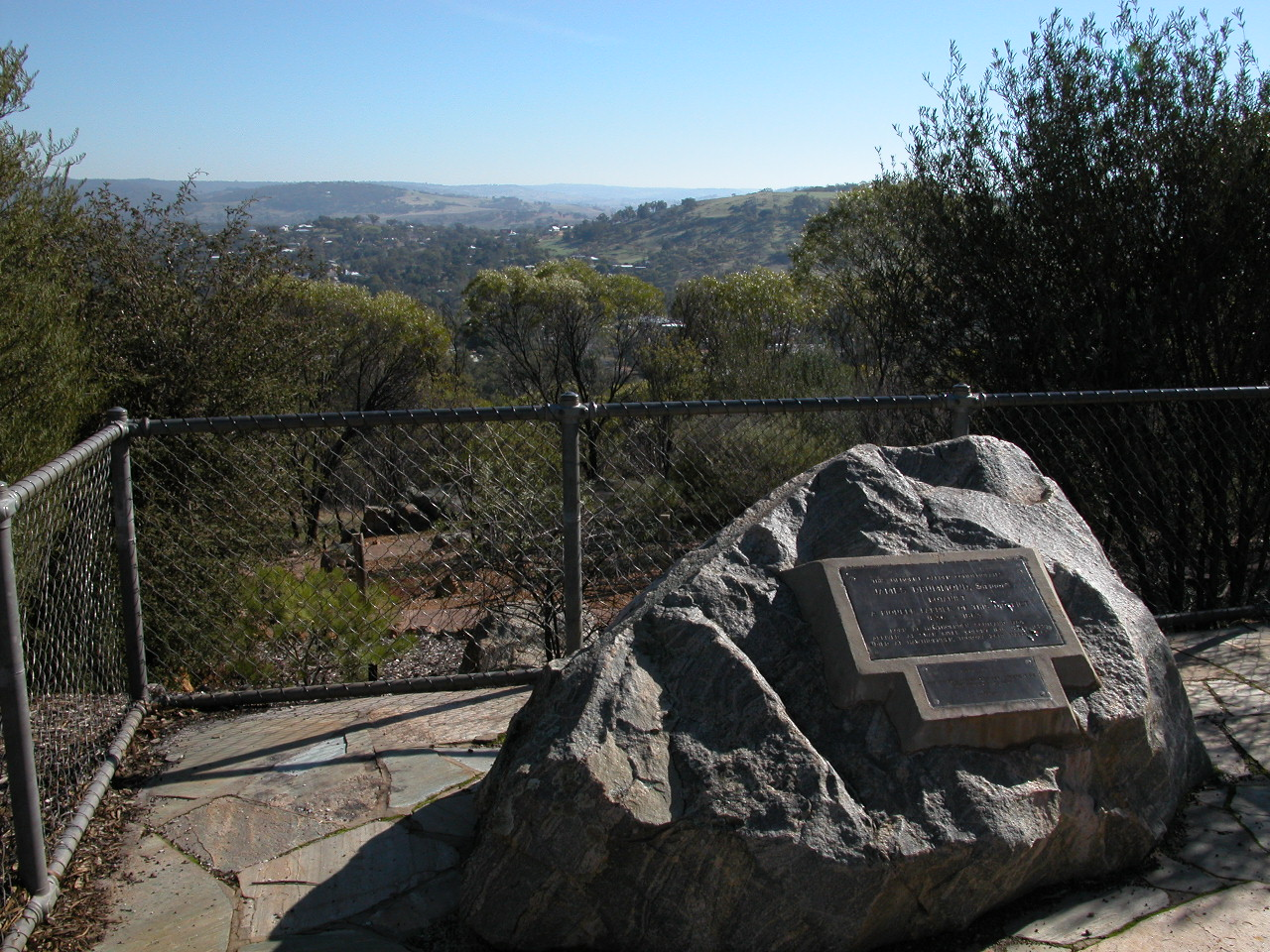